# Леополдсхехе
Леополдсхехе (њем. Leopoldshöhe) општина је у њемачкој савезној држави Северна Рајна-Вестфалија. Једно је од 16 општинских средишта округа Липе. Према процјени из 2010. у општини је живјело 16.175 становника. Посједује регионалну шифру (AGS) 5766048.

## Географски и демографски подаци
Леополдсхехе се налази у савезној држави Северна Рајна-Вестфалија у округу Липе. Општина се налази на надморској висини од 113 метара. Површина општине износи 36,9 km². У самом мјесту је, према процјени из 2010. године, живјело 16.175 становника. Просјечна густина становништва износи 438 становника/km².

## Међународна сарадња
| Мјесто | Држава    | Врста сарадње | Од    |
| ------ | --------- | ------------- | ----- |
|        | Пољска    | партнерство   | 1999. |
|        | Француска | партнерство   | 1990. |
| Извор  |           |               |       |